# Cornelis Lelienbergh

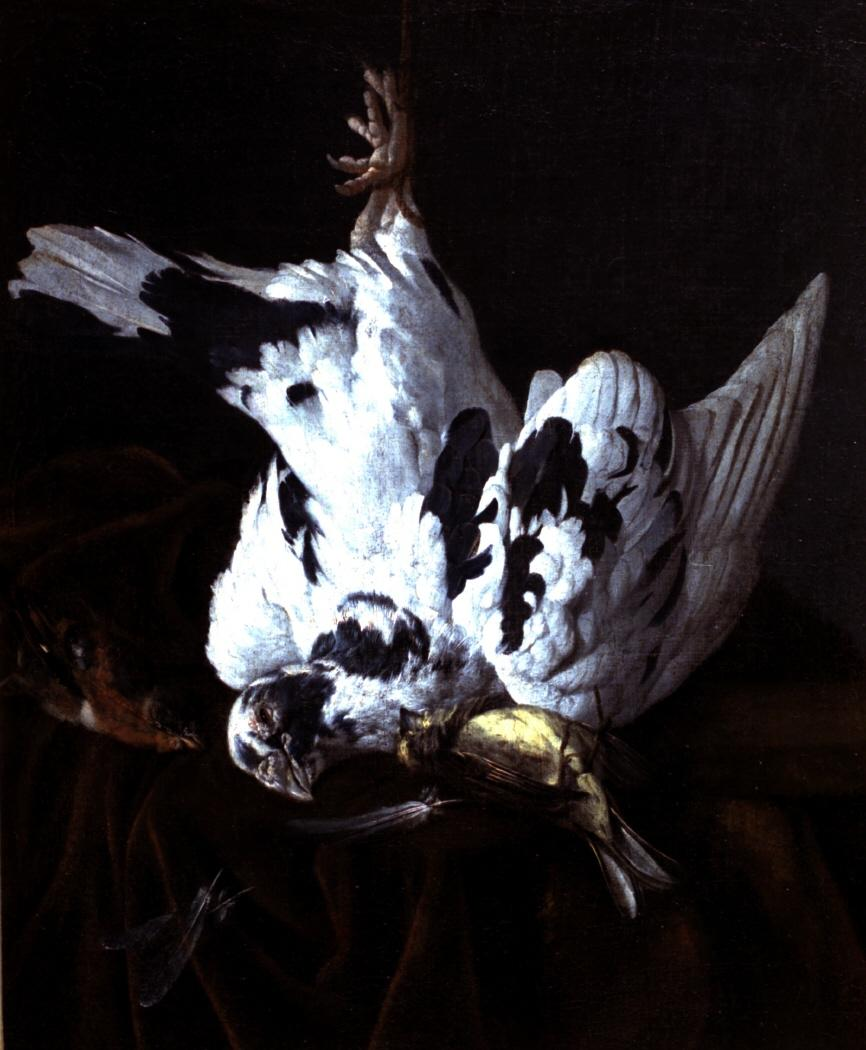
Bodegón con aves, óleo sobre lienzo, 45,90 x 38,90 cm, Madrid, Museo Lázaro Galdiano.

Cornelis Lelienbergh (La Haya, c. 1620–1680) fue un pintor barroco neerlandés especializado en la pintura de bodegones de caza.
Documentado en 1646, cuando ingresó en el gremio de San Lucas de La Haya, en 1656 participó en la fundación de la Confreriekamer van Pictura, hermandad escindida de la cofradía de San Lucas a la que se unieron pintores de todas las categorías y condiciones. En 1666 marchó a la provincia de Zelanda con un empleo de funcionario, lo que al parecer redujo su dedicación a la pintura.
Aves diversas y ocasionalmente también conejos y liebres constituyeron el motivo central de sus composiciones, habitualmente reunidas en torno a una pieza o un número reducido de ellas, muertas y colgadas de una pata, aisladas o acompañadas por algunas verduras u otras piezas de caza menor dispuestas sobre una repisa. Lelienbergh destacó principalmente por la reproducción exacta de los plumajes y pieles de las piezas de caza, convertidas en el eje de su estudio, realzadas sobre fondos neutros oscuros merced a una iluminación intensa.